# Archostemata
Archostemata, *podred Coleoptera, najstariji su i najmanji među tvrdokrilcima. Postoji podjela na nekoliko porodica od kojih su dvije fosilne. Broj vrsta manji je od pedeset.
Vrste Archostemata narastu svega od 1,7 do 20 mm.

## Porodice
1. Crowsoniellidae Iablokoff-Khnzorian, 1983
2. Cupedidae Laporte de Castelnau, 1836
3. Jurodidae Ponomarenko, 1985
4. Magnocoleidae Hong, 1998 †
5. Micromalthidae Barber, 1913
6. Obrieniidae Zherikhin & Gratshev, 1994 †
7. Ommatidae Sharp & Muir, 1912